# 미케타

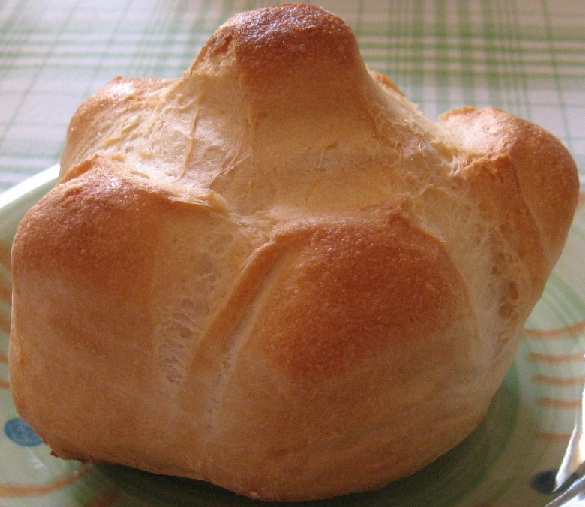
미케타

미케타 (Michetta 또는 rosetta)는 이탈리아의 흰색 빵으로 봉긋하게 부풀어 오른 모양이다.
비슷한 빵으로는 마기올리노나 타르타루가가 있다.
북부 이탈리아의 롬바르디아주에서 오스트리아 지배 당시 유래했다. 오스트리아 제국의 사람들이 작은 장미를 닮은 카이저 롤을 가져왔던 것이 변형된 것이다. 수도 빈은 습도가 높아 빵이 밀라노에서 제조되면서 향이 약한 대신 금방 딱딱해지게 됐다. 이를 풀기 위해 롬바르디아 제빵사들은 속의 부스러기를 제거하는 대신 더 부드럽게 빵을 만들어 오랫동안 보전할 수 있게 만들었다. 이렇게 새로 만들어진 빵이 미케타이다.